# Адик-султан
Адик (Атик, Айтик, Айбек султан) (каз. Әдік сұлтан, конец XV в. — после 1503) — казахский султан, которого современники называли «одним из великих султанов Дешт-и-Кипчака».

## Биография
Адик был четвёртым сыном основателя Казахского ханства Жанибек-хана. В последней четверти XV века он наряду со своими братьями активно участвовал в делах и походах Бурундук-хана против Шибанидов. Когда в 1503 году Мухаммед Шейбани захватил Ташкент, в котором проживал Адик-султан со своей семьёй, то тот, согласно «Тарих-и Рашиди»
…ушёл к казахам, Султан-Нигяр-ханум тоже последовала за ним. Адик-султан в те самые дни скончался, тогда ханум, связав узами бракосочетания, взял себе в жёны Касим-хан

## Семья
У Адик султана было две дочери и неизвестное число сыновей (в сочинении Кадир-Али-бия говорится, что «род Адик-султана звали Биш-Огул», из чего историки заключают, что сыновей было пятеро):
- старшая дочь (имя неизвестно), вышла замуж за Абдуллах-султана, сына Кучум-хана, умерла вскоре после замужества.
- Чучук Ханым, вышла замуж за Рашид-султана, будущего хана моголов.[2]
- Тахир, хан Казахского ханства.
- Абу-л-Касим, погиб в двадцатых годах XVI века, «став жертвой слепой ненависти толпы».
- Буйдаш, хан Казахского ханства.
- Бауш, женился на Бади ал-Джамал-Ханым, сестре хана моголов Рашида.
- Кожаш.